# Maria Elisabeth von Sachsen (1736–1818)

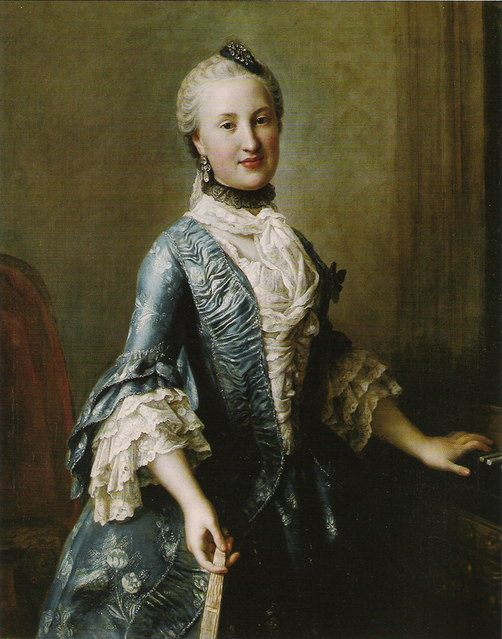
Prinzessin Elisabeth von Sachsen (1736–1818), ca. 1755

Maria Elisabeth Apollonia Kasimira Franziska Xaveria (* 9. Februar 1736 in Warschau; † 24. Dezember 1818 in Dresden) war königliche Prinzessin von Polen und Prinzessin von Sachsen sowie eine Sternkreuzordensdame.

## Leben
Maria Elisabeth war das zwölfte Kind und zugleich die siebente Tochter von König August III. von Polen, der als Friedrich August II. auch Kurfürst von Sachsen war, und dessen Gemahlin Maria Josepha von Österreich. Insgesamt hatte sie 14 Geschwister, von denen 10 das Kindesalter überlebten, darunter den späteren Kurfürsten Friedrich Christian sowie den letzten Kurfürsten von Trier, Clemens Wenzeslaus von Sachsen.
Neben dem Ölgemälde von 1755 gibt es ein weiteres Bildnis von ihr, ein 1742 von einem unbekannten Künstler gemaltes, 56 × 43 cm großes ovales Pastell. Dieses Bild hängt heute im Museo di Capodimonte in Neapel.
Maria Elisabeth und ihre jüngste Schwester Maria Kunigunde wirkten 1763 bei der Aufführung der Oper Talestri, regina delle Amazzoni als Musen der Musik mit. Komponistin war ihre Schwägerin, die musikalisch hochbegabte Prinzessin Maria Antonia von Bayern.
Maria Elisabeth wurde in der Wettiner-Gruft der Katholischen Hofkirche in Dresden bestattet.

## Vorfahren
| Ahnentafel von Maria Elisabeth von Sachsen | Ahnentafel von Maria Elisabeth von Sachsen                                                          | Ahnentafel von Maria Elisabeth von Sachsen                                                      | Ahnentafel von Maria Elisabeth von Sachsen                                                                    | Ahnentafel von Maria Elisabeth von Sachsen                                                                    | Ahnentafel von Maria Elisabeth von Sachsen                                                  | Ahnentafel von Maria Elisabeth von Sachsen                                                                  | Ahnentafel von Maria Elisabeth von Sachsen                                                                          | Ahnentafel von Maria Elisabeth von Sachsen                                                                          |
| ------------------------------------------ | --------------------------------------------------------------------------------------------------- | ----------------------------------------------------------------------------------------------- | --- | --- | ------------------------------------------------------------------------------------------- | --- | --- | --- |
| Ururgroßeltern                             | Kurfürst Johann Georg II. (1613–1680) ⚭ 1638 Magdalena Sibylle von Brandenburg-Bayreuth (1612–1687) | König Friedrich III. (1609–1670) ⚭ 1643 Sophie Amalie von Braunschweig-Calenberg (1628–1685)    | Erdmann August von Brandenburg-Bayreuth (1615–1651) ⚭ 1641 Sophie von Brandenburg-Ansbach (1614–1646)         | Herzog Eberhard III. (1614–1674) ⚭ 1637 Anna Katharina Dorothea von Salm-Kyrburg (1614–1655)                  | Kaiser Ferdinand III. (1608–1657) ⚭ 1631 Maria Anna von Spanien (1606–1646)                 | Kurfürst Philipp Wilhelm von der Pfalz (1615–1690) ⚭ 1653 Elisabeth Amalia von Hessen-Darmstadt (1635–1709) | Herzog Georg (1582–1641) ⚭ 1617 Anna Eleonore von Hessen-Darmstadt (1601–1659)                                      | Eduard von der Pfalz (1625–1663) ⚭ 1645 Anna Gonzaga (1616–1684)                                                    |
| Urgroßeltern                               | Kurfürst Johann Georg III. (1647–1691) ⚭ 1666 Anna Sophie von Dänemark und Norwegen (1647–1717)     | Kurfürst Johann Georg III. (1647–1691) ⚭ 1666 Anna Sophie von Dänemark und Norwegen (1647–1717) | Markgraf Christian Ernst von Brandenburg-Bayreuth (1644–1712) ⚭ 1671 Sophie Luise von Württemberg (1642–1702) | Markgraf Christian Ernst von Brandenburg-Bayreuth (1644–1712) ⚭ 1671 Sophie Luise von Württemberg (1642–1702) | Kaiser Leopold I. (1640–1705) ⚭ 1676 Eleonore Magdalene von der Pfalz (1655–1720)           | Kaiser Leopold I. (1640–1705) ⚭ 1676 Eleonore Magdalene von der Pfalz (1655–1720)                           | Herzog Johann Friedrich von Braunschweig-Calenberg (1625–1679) ⚭ 1668 Benedicta Henriette von der Pfalz (1652–1730) | Herzog Johann Friedrich von Braunschweig-Calenberg (1625–1679) ⚭ 1668 Benedicta Henriette von der Pfalz (1652–1730) |
| Großeltern                                 | König August II. (1670–1733) ⚭ 1693 Christiane Eberhardine von Brandenburg-Bayreuth (1671–1727)     | König August II. (1670–1733) ⚭ 1693 Christiane Eberhardine von Brandenburg-Bayreuth (1671–1727) | König August II. (1670–1733) ⚭ 1693 Christiane Eberhardine von Brandenburg-Bayreuth (1671–1727)               | König August II. (1670–1733) ⚭ 1693 Christiane Eberhardine von Brandenburg-Bayreuth (1671–1727)               | Kaiser Joseph I. (1678–1711) ⚭ 1699 Wilhelmine Amalie von Braunschweig-Lüneburg (1673–1742) | Kaiser Joseph I. (1678–1711) ⚭ 1699 Wilhelmine Amalie von Braunschweig-Lüneburg (1673–1742)                 | Kaiser Joseph I. (1678–1711) ⚭ 1699 Wilhelmine Amalie von Braunschweig-Lüneburg (1673–1742)                         | Kaiser Joseph I. (1678–1711) ⚭ 1699 Wilhelmine Amalie von Braunschweig-Lüneburg (1673–1742)                         |
| Eltern                                     | König August III. (1696–1763) ⚭ 1719 Maria Josepha von Österreich (1699–1757)                       | König August III. (1696–1763) ⚭ 1719 Maria Josepha von Österreich (1699–1757)                   | König August III. (1696–1763) ⚭ 1719 Maria Josepha von Österreich (1699–1757)                                 | König August III. (1696–1763) ⚭ 1719 Maria Josepha von Österreich (1699–1757)                                 | König August III. (1696–1763) ⚭ 1719 Maria Josepha von Österreich (1699–1757)               | König August III. (1696–1763) ⚭ 1719 Maria Josepha von Österreich (1699–1757)                               | König August III. (1696–1763) ⚭ 1719 Maria Josepha von Österreich (1699–1757)                                       | König August III. (1696–1763) ⚭ 1719 Maria Josepha von Österreich (1699–1757)                                       |
| Maria Elisabeth von Sachsen                | |                                                                                                 | | |                                                                                             | | | |